# Iranska Pro Liga 2001./02.

## Iran

### Konačna ljestvica
Konačna ljestvica Iranske premijer lige za sezonu 2001/02.
```
                      Utak. Pb  N   Pz   Ps:Pr  Bod.
 1.
Persepolis Teheran
   26  13  10  03   36:23   49  
 2.
Esteghlal Teheran
    26  13  09  04   38:21   48
 3.
Foolad Ahvaz
         26  12  09  05   32:23   45
 4.
Pas Teheran
          26  10  13  03   39:24   43
 5.
Abu Muslem Mashhad
   26  11  07  08   40:31   40
 6.
Zob Ahan Isfahan
     26  10  09  07   30:25   39
 7.
Paykan Teheran
       26  11  05  10   28:22   38
 8.
Bargh Shiraz
         26  09  10  07   28:25   37
 9.
Sepahan Isfahan
      26  07  11  08   22:22   32
10.
Fajre Sepasi
         26  06  09  11   15:20   27
11.
Saipa Teheran
        26  06  09  11   24:30   27  
12.
Malavan Anzali
       26  06  09  11   20:36   27
13.
Esteghlal Rasht
      26  03  07  16   18:44   16  
14.
Teraktor Sazi
        26  02  09  15   12:36   15  
```

```
Iranski nogometni prvaci    : Persepolis FC
Ispali iz lige              : Esteghlal Rasht, Teraktor Sazi
Plasirali se iz niže lige   : 
Sanat Naft Abadan
, 
Esteghlal Ahvaz
```

```
Najbolji strijelac          : 
Reza Enayati
 (Abu Muslem)  17 pogodaka
```